# 肯特 (华盛顿州)
肯特（英語：Kent）位於美國華盛頓州金郡，西雅圖郊區的一個城市，也是金郡第三大城和華盛頓州第七大。肯特也是許多企業的基地如娛樂器材公司（REI）和Oberto香腸（Oberto Sausage）。附近的城鎮包括北邊的倫頓和塔克維拉、東邊的卡溫頓、西邊的費德勒爾韋、得梅因和西塔科以及南邊的奧本。2010年美國人口普查時人口為92,411人。

## 政府
城市由市長理事會主管，市長理事會是由市長和一個七人市議會所組成。
現任市長是蘇珊特庫克（Suzette Cooke）

### 公眾教育
有四所高中，七所中學，28所小學

## 著名人士
- 羅德尼·斯塔基，底特律活塞隊

## 姐妹市
肯特有以下的姐妹市：
- 英國北愛爾蘭卡斯爾雷區
- 日本柏原町
- 烏克蘭赫爾松
- 中華人民共和國揚州市
- 墨西哥El Grullo
- 挪威Sunnfjord
- 韓國首爾江東區

## 資料來源
1. ↑  . United States Census Bureau.   [2008-01-31].
2. ↑  . United States Geological Survey. 2007-10-25  [2008-01-31].
3. ↑  .   [2012-05-10]. （原始内容存档于2006-09-29）.
4. ↑  .   [2008-06-22]. （原始内容存档于2008-10-01）.

## 外部連結
- City of Kent Government
- Kent School District （页面存档备份，存于）
- Kent Chamber of Commerce （页面存档备份，存于）
- City of Kent Parks Department
- Kent Reporter （页面存档备份，存于） - Free Weekly Community Newspaper